# بنجامين كروز (سياسي)
بنجامين كروز هو سياسي أمريكي، ولد في 1 أبريل 1978 في غرين باي في الولايات المتحدة. نشط حزبياً في الحزب الجمهوري لمينيسوتا ‏ والحزب الجمهوري. وقد انتخب عضو مجلس ولاية مينيسوتا ‏.